# 黃鼎 (順治進士)
黃鼎（?—?），字玉宰，號一泓，江蘇無錫人。清朝官员。

## 生平
黃鼎為順治十二年（1655年）乙未科二甲進士。歷任禮部儀制司、清吏司主事，官至廣西按察使司提學僉事。